# Review of English Studies
The Review of English Studies (literal, Revista de estudios ingleses), siglas RES, es una revista universitaria publicada por Oxford University Press que abarca la literatura en lengua inglesa y el idioma inglés desde sus orígenes hasta la actualidad. RES es un importante revista científica de literatura y lengua inglesa, fundada en 1925. Entre sus fundamentos, la revista sostiene que nació para poner "énfasis en el estudio de la historia, en lugar de fomentar la crítica interpretativa al uso", a pesar de que esté abierta a una nueva lectura de autores y textos, siempre desde la luz que aporten nuevas fuentes o una nueva interpretación de materias ya conocidas.

## Editores
- Thomas Keymer
- Colin Burrow
- Andrew Nash
- Daniel Wakelin